# Lepidepecreella xenopus
Lepidepecreella xenopus är en kräftdjursart som beskrevs av K. H. Barnard 1931. Lepidepecreella xenopus ingår i släktet Lepidepecreella och familjen Lysianassidae. Inga underarter finns listade i Catalogue of Life.